# Олена Лісевич
Оле́на Лісе́вич (нар. 27 травня 1996, Кропивницький, Кіровоградська область) — українська перекладачка та редакторка, яка працює переважно з коміксами.

## Біографія
Випускниця Центральноукраїнського державного педагогічного університету імені Володимира Винниченка 2018 року. Темою перекладання мальописів зайнялася на третьому курсі. Перший професійний переклад коміксу здійснила на четвертому курсі.
Перекладає комікси усесвіту Геллбоя на українську для видавництва «Вовкулака» з 2019 року.
25 березня 2019 року на YouTube був опублікований новий випуск ток-шоу «Баляндраси» (від спільноти «Третя паралель») з Оленою Лісевич у ролі гості. Теми випуску були: її майбутні проєкти (Чорний молот: Таємниці походження, Ліга видатних джентльменів) та питання перекладу. 24 жовтня, у кропивницькій Книгарні «Є» провела лекцію (разом з перекладачем Богданом Стасюком) про феномен графічних романів та чому їх цікаво читати людям.
Відзначається «якісними перекладами» та «специфічними словечками» у них. Найлегшим перекладом називає "Чорний Молот: Таємниці походження", а найважчим - "Лігу видатних джентльменів". Обожнює працювати з коміксами Майка Міньйоли та хотіла б перекласти Gideon Falls. 
У 2021 році здобула перемогу у сьомому Конкурсі художнього перекладу для молодих перекладачів у номінації Англійська мова, організованого факультетом іноземних мов ЦДПУ ім. В. Винниченка, переклавши фрагмент есе видатного англійського письменника Джорджа Орвелла «Why I Write» (1946).
У 2021 році почала співпрацю зі студією дубляжу LeDoyen та переклала серіал «Маніяк» (2018) від Netflix.

## Переклади

### Озвучення і дубляж
1. т/с «Маніяк» (2021)[7]
2. д/ф «Листи із сибіркою: Біологічні атаки в США» (2022)[8]
3. р/ш «Дизайнери з Маямі» (2022)[9]
4. д/с «Кров, секс і монархія» (2022)[10]
5. т/с «Шибайголова» (сезон 1, серії 1-2, 12-13) (2023)[11]
6. т/с «Атланта» (сезон 2, серії 1-3) (2023)[12]
7. т/с «Парки та зони відпочинку» (сезон 4, серії 8-11) (2023)[13]
8. т/с «Убивства в одній будівлі» (сезон 4, серії 1-2) (2024)[14]

### Комікси і книжки[15]
1. Міньйола, Майк. Геллбой. Колекційне видання. Том 1 : графічний роман / пер. з англ. Олени Лісевич. — Київ : Вовкулака, 2018. — 288 с.
2. Лемір, Джефф. Чорний Молот. Таємниці походження. Книга 1 / пер. з англ. Олени Лісевич. — Київ : Вовкулака, 2019. — 184 с.
3. Лавнесс, Джеф. Ґрут : графічний роман / пер. з англ. Олени Лісевич. — Київ : Фаеркло Україна, 2019. — 128 с.
4. Міньйола, Майк. Геллбой. Ніч Крампуса / пер. з англ. Олени Лісевич. — Київ : Вовкулака, 2019. — 32 с.
5. Міньйола, Майк. Геллбой. Зимовий спецвипуск 2016 / пер. з англ. Олени Лісевич. — Київ : Вовкулака, 2020. — 32 с.
6. Баранько, Ігор. Орда / пер. з рос. Олени Лісевич. — Київ : Вовкулака, 2020. — 144 с.
7. Міньйола, Майк. Геллбой. Зимовий спецвипуск 2017 / пер. з англ. Олени Лісевич. — Київ : Вовкулака, 2020. — 32 с.
8. Міньйола, Майк. Геллбой. Зимовий спецвипуск 2018 / пер. з англ. Олени Лісевич. — Київ : Вовкулака, 2020. — 32 с.
9. Янґ, Скотті. Єнот Ракета. Том 1: графічний роман / Скотті Янґ, Джейк Паркер ; пер. з англ. Олени Лісевич. — Київ : Фаеркло Україна, 2020. — 128 с.
10. Міньйола, Майк. Балтимор. Том 1: Чумні кораблі / Майк Міньйола, Крістофер Ґолден ; пер. з англ. Олени Лісевич. — Київ : МАЛЬОПУС, 2020. — 144 c.
11. Ракка, Ґреґ. Диво-Жінка. Том 2: Правда. Богочати : графічний роман / Ґреґ Ракка ; пер. з англ. Марина Дубина, Олена Лісевич. — Київ : РІДНА МОВА , 2020. — 336 с. : іл. — (Серія «Комікси DC»).
12. О.Генрі. Варіанти: новели / О.Генрі; пер. з англ. О. Лісевич. — Тернопіль : Богдан, 2019. — 224 с.
13. О.Генрі. Суто бізнес : новели / О.Генрі; пер. з англ. О. Лісевич. — Тернопіль : Богдан, 2020. — 256 с.
14. Мазко, Еш. Білки-вояки. Том 1: Весна / Еш Мазко; пер. з англ. Олени Лісевич. — Київ. МАЛЬОПУС, 2020. — 124 c.
15. Каммінс, Джанін. Американський бруд / Джанін Каммінс ; пер. з англ. О. Лісевич. — Х. : Віват, 2020. — 448 с. — (Серія «Художня література»).
16. Баранько, Ігор. Максим Оса / Ігор Баранько ; пер. з рос. О. Лісевич. — Львів : UA Comix, 2020. — 104 с.
17. Лемір, Джефф. Джокер. Вбивча усмішка : графічний роман / Джефф Лемір ; пер. з англ. Олена Лісевич. — Київ : РІДНА МОВА , 2020. — 144 с. : іл. — (Серія «Комікси DC»).
18. Мак-Ківер, Шон. Людина-павук кохає Мері Джейн №1 / пер. з англ. Олени Лісевич. — Хмельницький : Molfar Comics, 2020. — 28 с.
19. Мак-Ківер, Шон. Людина-павук кохає Мері Джейн №2 / пер. з англ. Олени Лісевич. — Хмельницький : Molfar Comics, 2020. — 28 с.
20. Бендіс, Браян. Майлз Моралес: Найвеличніша Людина-павук : графічний роман / пер. з англ. Олени Лісевич. — Київ : Фаеркло Україна, 2021. — 144 с.
21. Міллер, Френк. Круто зварений. Колекційне видання / Френк Міллер ; пер. з англ. Олени Лісевич. — Київ : МАЛЬОПУС, 2021. — 128 c.
22. Мак-Ківер, Шон. Людина-павук кохає Мері Джейн №3 / пер. з англ. Олени Лісевич. — Хмельницький : Molfar Comics, 2021. — 28 с.
23. Мак-Ківер, Шон. Людина-павук кохає Мері Джейн №4 / пер. з англ. Олени Лісевич. — Хмельницький : Molfar Comics, 2021. — 28 с.
24. Мак-Ківер, Шон. Людина-павук кохає Мері Джейн №5 / пер. з англ. Олени Лісевич. — Хмельницький : Molfar Comics, 2021. — 28 с.
25. Мак-Ківер, Шон. Людина-павук кохає Мері Джейн №6 / пер. з англ. Олени Лісевич. — Хмельницький : Molfar Comics, 2021. — 28 с.
26. Мур, Алан. Ліга видатних джентльменів / пер. з англ. Олени Лісевич. — Київ : Вовкулака, 2021. — 208 с.
27. Лемір, Джеф. Ґідеон-Фоллз. Книга 1: Чорний амбар / Джефф Лемір ; пер. з англ. Олена Лісевич. — Київ : РІДНА МОВА , 2021. — 160 с. : іл. — (Серія «Комікси Image»).
28. Ігнотофскі, Рейчел. Жінки в науці. 50 безстрашних піонерок, що змінили світ / Пер. з англ. групи перекладачів (у т. ч. Олени Лісевич). — Х.: Вівсянка, 2021. — 128 с.
29. Ігнотофскі, Рейчел. Жінки в спорті. 50 безстрашних атлеток, що грали на перемогу / Пер. з англ. групи перекладачів (у т. ч. Олени Лісевич). — Х.: Вівсянка, 2021. — 128 с.
30. Лемір, Джеф. Ґідеон-Фоллз. Книга 2: Первородні гріхи / Джефф Лемір ; пер. з англ. Олена Лісевич. — Київ : РІДНА МОВА , 2021. — 136 с. : іл. — (Серія «Комікси Image»).
31. Льюрік, Майкл. Дизайн-мисленнєве життя. Практичний посібник / Майкл Льюрік, Жан-Поль Томмен, Ларрі Лайфер ; пер. з англ. Олена Лісевич. — Київ : ArtHuss , 2021. — 256 с.
32. Фрекшн, Метт. Соколине око: Моє життя як зброя / Метт Фрекшн ; пер. з англ. Олени Лісевич. — Киïв: МАЛЬОПУС, 2022. — 128 с.
33. Моррісон, Ґрант. Джо-Варвар : графічний роман / Ґрант Моррісон : пер. з англ. Олени Лісевич. — Київ : РІДНА МОВА, 2022. — 224 с. : іл. — (Серія «Комікси DC»).
34. Ґарсія, Камі. Джокер/Гарлі : графічний роман / Камі Ґарсія : пер. з англ. Олени Лісевич. — Київ : РІДНА МОВА, 2022. — 304 с. : іл. — (Серія «Комікси DC»).
35. Лемір, Джеф. Ґідеон-Фоллз. Книга 3 : Стації хресної дороги / Джефф Лемір ; пер. з англ. Олена Лісевич. — Київ : РІДНА МОВА , 2022. — 136 с. : іл. — (Серія «Комікси Image»).
36. Міньйола, Майк. Геллбой. Опівнічний Цирк. У Мовчазному Морі : графічний роман / пер. з англ. Олени Лісевич. — Київ : Вовкулака, 2022. — 112 с.
37. Андерсен, Сара. Ікла: графічний роман / Сара Андерсен ; пер. з англ. Олени Лісевич. — Київ : Вовкулака, 2022. — 112 с.
38. Коул, Кортні. Різдвяна сукня : роман / Кортні Коул; пер. з англ. Олени Лісевич. — Київ : Книголав, 2022. — 304 с. — (Серія «Полиця бестселер»).
39. Мур, Алан. Із Пекла. Колекційне видання. Том 1 / пер. з англ. Олени Лісевич. — Київ : Вовкулака, 2023. — 184 с.
40. Вон, Браян К. Газетярки. Книга 1 : графічний роман / Браян К. Вон ; пер. з англ. Олени Лісевич. — Тернопіль : Богдан, 2023. — 144 с.
41. Лемір, Джефф. Ласун. Книга перша : графічний роман / Джефф Лемір : пер. з англ. Олена Лісевич – Київ : Видавництво РМ, 2023. – 296 с. : іл. – Серія «Комікси DC».
42. Вон, Браян К. Газетярки. Книга 2 : графічний роман / Браян К. Вон : пер. з англ. Олени Лісевич. — Тернопіль : Навчальна книга – Богдан, 2023. — 128 с.
43. Лемір, Джефф. Ласун. Книга друга : графічний роман / Джефф Лемір : пер. з англ. Олена Лісевич – Київ : Видавництво РМ, 2024. – 304 с. : іл. – Серія «Комікси DC».
44. Мур, Алан. Із Пекла. Колекційне видання. Том 2 / пер. з англ. Олени Лісевич. — Київ : Вовкулака, 2024. — 200 с.
45. Сакаі, Стен. Усаґі Йоджімбо. Том 1 / Стен Сакаі; пер. з англ. Дениса Бондаренка та Олени Лісевич – Київ: ТОВ «ВИДАВНИЦТВО СОРОК ШІСТЬ», 2024. – 584 с.
46. Віллов Вілсон, Ґ. Отруйний плющ. Непорочне коло : графічний роман / Ґ. Віллов Вілсон : пер. з англ. Олена Лісевич – Київ : ВИДАВНИЦТВО РМ, 2024. – 204 с. : іл. – (Серія «Комікси DC»).
47. Вон Б. К. Газетярки. Книга 3 : графічний роман / Б. К. Вон : пер. з англ. Олени Лісевич. — Тернопіль : Видавництво Богдан, 2024. — 128 с.
48. Реєс, Сонора. Путівник по католицькій школі для лесбійок : роман. / пер. з англ. Олени Лісевич. — Київ : Видавництво, 2024. — 432 с. — (Серія «художньої літератури»).
49. Лемір, Джефф. Ласун. Книга третя : графічний роман / Джефф Лемір : пер. з англ. Олена Лісевич – Київ : Видавництво РМ, 2024. – 368 с. : іл. – Серія «Комікси DC».
50. Ґарсія, Камі. Підлітки-титани: Рейвен : графічний роман / Камі Ґарсія : пер. з англ. Олени Лісевич. — Х.: Віват, 2024. — 192 с. : іл. — (Серія «Мальопис»).
51. Віллов Вілсон, Ґ. Отруйний плющ. Неетичне споживання : графічний роман / Ґ. Віллов Вілсон : пер. з англ. Олена Лісевич – Київ : ВИДАВНИЦТВО РМ, 2024. – 168 с. : іл. – (Серія «Комікси DC»).
52. Пеммент, Джейсон. Скарб озера : графічний роман / Джейсон Пеммент; пер. з англ. Олена Лісевич. – Київ : Видавництво РМ, 2025. – 208 с. : іл.
53. Лемір, Джефф. Ґідеон-Фоллз. Том 4. Пентокулус : графічний роман / Джефф Лемір; пер. з англ. Олени Лісевич. — Київ : ВИДАВНИЦТВО РМ, 2025. — 128 с. : іл. — (Серія «Комікси Image»).
54. Лемір, Джефф. Первородне : графічний роман / Джефф Лемір; пер. з англ. Олени Лісевич. — Київ : ВИДАВНИЦТВО РМ, 2025. — 176 с. : іл. — (Серія «Комікси Image»).
55. Гілл, Джо. Дощ : графічний роман / Джо Гілл; пер. з англ. Олени Лісевич. — Запоріжжя : Третій Колір, 2025. — 152 c.
56. Авґустин, Браян. Бетмен у газовому світлі : графічний роман / Браян Авґустин; пер. з англ. Олени Лісевич. — Київ : Вовкулака, 2025. — 120 с.
57. Бекдел, Елісон. Fun Home: Сімейна трагікомедія : графічний роман. / пер. з англ. Олени Лісевич. — Київ : Видавництво, 2024. — 240 с.
58. Поппель, Емі. Затишний куточок : роман / Емі Поппель; пер. з англ. Олени Лісевич. — Київ : Книголав, 2025. — 432 с. — (Серія «Полиця бестселер»).
59. Тайніон IV, Джеймс. Департамент правди. Книга 1: Кінець світу / пер. з англ. Олени Лісевич. — Ужгород : Varvar Publishing, 2025. — 160 с.
60. Лемір, Джефф. Ґідеон-Фоллз. Том 5. Пропащі світи : графічний роман / Джефф Лемір; пер. з англ. Олени Лісевич. — Київ : ВИДАВНИЦТВО РМ, 2025. — 120 с. : іл. — (Серія «Комікси Image»).
61. Мур, Алан. Із Пекла. Колекційне видання. Том 3 / пер. з англ. Олени Лісевич. — Київ : Вовкулака, 2025. — 208 с.
62. Лемір, Джефф. Чорний Молот. Подія. Книга 2 / пер. з англ. Олени Лісевич. — Київ : Вовкулака, 2025. — 176 с.